# Vicente Solórzano
Vicente Solórzano Sagredo (Burgos, 1883 – Buenos Aires, 9 de marzo de 1970) fue un estudioso que creó una serie de proyecciones geométricas a partir de la papiroflexia u origami. Criado en Valladolid, residió por muchos años en Argentina, considerando este país como su país de adopción. De profesión fue médico, odontólogo, pianista y violinista.
- Datos: Q6161347